# 河合雪之丞
河合 雪之丞（かわい ゆきのじょう、1970年〈昭和45年〉11月29日 - ）は、日本の俳優。東京都中野区出身で劇団新派に所属する俳優である。現在の屋号は白兎屋（しらとや）。定紋は「雪輪に三つ兎」。本名は近藤 弦（こんどう げん）。
歌舞伎役者時代の旧芸名は二代目 市川春猿（にだいめ いちかわ しゅんえん）。屋号は澤瀉屋。定紋は澤瀉桐（おもだかぎり）。

## 来歴
1988年、国立劇場第9期歌舞伎俳優研修を修了後、初舞台を踏む。同年7月、子供の頃からの憧れだった三代目市川猿之助に入門し、二代目市川春猿を襲名。1994年、猿之助の部屋子となり、猿之助が主宰する21世紀歌舞伎組に所属した。
1996年歌舞伎座賞受賞、2000年4・5月新橋演舞場のスーパー歌舞伎『新・三国志』の彩霞役で名題昇進。2007年松尾芸能賞新人賞を受賞している。
次代を担う女形のひとりとされていたが、2017年1月に劇団新派に入団し、芸名を「河合 雪之丞」（かわい ゆきのじょう）に改名した。芸名の由来は、姓の「河合」は新派で活躍した女形の河合武雄から、名の「雪之丞」は歌舞伎の師匠である二代目市川猿翁（三代目猿之助）が命名。屋号は「白兎屋」となった。
同時に3人の門人も新派に移籍。猿翁一門下の弟弟子である市川笑三が河合誠三郎、市川猿若が河合穂積、市川猿珠が河合宥季とそれぞれ改名した。
新派でも女形として活躍するほか、2021年7・8月には坂東玉三郎特別舞踊公演に出演、2年ぶりに京都南座の舞台に立った。2022年2月の博多座の公演にも出演が決定している。
2022年3月31日、所属事務所の株式会社ディーピーエヌを退所した。
2022年6月1日より株式会社ケイロックスに所属。

## 人物
- 家族は祖母・父・母・兄。父は画家でNHKの美術スタッフ、母は大学の職員、祖母は勤め人[11]。
- 黒胡椒好きで、自称「コショラー」（「胡椒を常に持ち歩く人」という意味の本人造語）[12]。
- 好き嫌いが激しく、嫌いな食べ物が多いと公言している。ねぎ、酢、ふきのとう、パクチー、にんじん、たらの芽、チーズなどが嫌いだという。ただ、チーズに関してはピザやドリアなどにのっている火の通ったチーズは大好物だという[12]。
- 声優の松野太紀と交友関係がある。春猿がカラオケ店で唄ったセガサターンのゲームソフト「サクラ大戦」の主題歌である「檄!帝国華撃団」を松野が聴いたのがきっかけで、サクラ大戦歌謡ショウで所作指導を行ったりゲスト出演した[13]。
- 趣味はダーツ、ゴルフ[2][14]。

## 出演

### バラエティ・その他
- 歴史秘話ヒストリア「悪の華”は平安京の夜に開く〜キケンな貴公子、藤原頼長〜」（NHK総合）-　藤原頼長役

ほか多数

### テレビドラマ
- 月曜ゴールデン 狩矢警部シリーズ5『京舞妓殺人事件』（TBS、2006年） - 桃山英良 役
- 名奉行!遠山の金四郎（TBS、2017年 ‐ ）- 市村菊之丞 役
- 月曜名作劇場 「十津川警部シリーズ (内藤剛志)6」（2018年） - 市村隆信 役

### 映画
- 『シネマ歌舞伎 ふるあめりかに袖はぬらさじ』（2008年） - 芸者太郎 役
- 『シネマ歌舞伎 スーパー歌舞伎Ⅱ ワンピース』 （2016年） - ナミ / サンダーソニア 役

### 新派公演
- 『滝の白糸』（2010年10月、三越劇場） - 滝の白糸 役（主役）
- 新派名作撰（2012年10月、三越劇場）『葛西橋』 - おぎん・菊枝・美也子 役、『小春狂言』 - 芸者小春役
- 『滝の白糸』（2012年11月、南座・博多座） - 滝の白糸 役（主役）
- 『婦系図』（2013年10月、三越劇場） - お蔦 役
- 『明治一代女』（2014年1月、三越劇場） - 沢村仙枝役
- 『江戸みやげ 狐狸狐狸ばなし』（2014年8月、三越劇場） - おきわ 役[15]
- 『残菊物語』（2015年6月、三越劇場） - 尾上菊之助 役
- 市川月乃助改め二代目喜多村緑郎襲名披露　九月新派特別公演（2016年9月、新橋演舞場・大阪松竹座）『振袖纏』 - お徳 役、「口上」、『婦系図』 - 河野菅子 役
- 『華岡青洲の妻』（2017年1月、三越劇場／2018年9月、三越劇場） - 加恵 役[16]
- 『黒蜥蜴』 （2017年6月、三越劇場） - 黒蜥蜴 役
- 『怪人二十面相 ～黒蜥蜴二の替わり～』（2018年3月、サンシャイン劇場） - 怪人二十面相 役
- 『黒蜥蜴 全美版』 （2018年6月、三越劇場） - 黒蜥蜴 役
- TEAM KAWAI Attract Vol.1『楽屋 ～流れ去るものは やがてなつかしき～』（2018年7月、Morph-Tokyo） - 女優Ｃ 役
- 『犬神家の一族』（2018年11月、大阪松竹座・新橋演舞場） -犬神梅子 役
- 『日本橋』（2019年1月、三越劇場） -稲葉家お孝 役
- 演劇人祭「朗読 北条源氏」（2019年1月、新橋演舞場）
- 『夜の蝶』（2019年6月、三越劇場） - 葉子 役
- 山村美紗サスペンス『京都都大路 謎の花くらべ』（2019年8月、新橋演舞場） - 人形師 歌乃 役
- 『黒蜥蜴 - 緑川夫人編 -』 （2019年9月、大阪松竹座・御園座） - 緑川夫人 役
- 『道頓堀ものがたり』（2019年10月、京都四条南座）
- 『神田祭』（2020年1月、三越劇場）
- 『八つ墓村』（2020年2月、新橋演舞場/6月、大阪松竹座） - 森 美也子 役
- 藤山寛美歿後三十年喜劇特別公演（2020年5月、大阪松竹座）
- 新作歌舞伎 『刀剣乱舞』月刀剣縁桐 （2023年7月、新橋演舞場）- 小烏丸 [17][18]

### 歌舞伎・新派以外の舞台
- 平岡紀子プロデュース『ヘロデ王』（1990年、青山円形劇場） - サロメ 役
- 怪奇ロマンミュージカル「霊舞」（1993年、前進座劇場） - 真澄 役
- 「サクラ大戦歌謡ショウ『春恋紫花夢惜別』」（2002年1月2日 - 6日、東京・青山劇場）- 芸者千代春 役
- 東宝創立７０周年記念公演『残菊物語』（2002年9月、帝国劇場） - 中村福助 役
- リーディング・ドラマ・コンサート「優雅な秘密」（2004年10月、巡業≪東京・草月ホール、博多・イムズホール、大阪・ＭＩＤシアター≫）
- Radiogenic リーディング・スペクタクル「美貌の青空」～チェ・ゲバラ魂の錬金術～（2005年8月、Zepp Tokyo） - セリア・裕子・絹江 役
- スーパー喜劇「狸御殿」（2005年11月、大阪松竹座・同年12月新橋演舞場） - 腰元・九重 役
- Radiogenic リーディング・スペクタクル 「優雅な秘密」（2006年8月11日-13日、恵比寿ガーデンホール）
- Radiogenic リーディング・スペクタクル 「下町日和」（2006年8月13日、恵比寿ガーデンホール） - 絹江 役
- Radiogenic ﾘｰﾃﾞｨﾝｸﾞ･ｽﾍﾟｸﾀｸﾙ「下町日和」（2007年8月、ル・テアトル銀座） - 絹江 役
- Radiogenic ﾘｰﾃﾞｨﾝｸﾞ･ｽﾍﾟｸﾀｸﾙ「ミッシング・ピース」（2007年、ル・テアトル銀座）
- スーパー喜劇「かぐや姫」（2015年3月、新橋演舞場・同年4月、大阪松竹座） - 赤目・お梅 役
- 朗読劇「タチヨミ」
  - 第十巻（2023年2月8日 - 12日、サンシャイン劇場）
  - 最終巻-（2025年6月11日 - 15日、本多劇場）[19]
- 初春新派公演「東京物語」（2024年1月2日 - 26日、三越劇場） - 女将加代 役[20]
- 初夏の新派祭「螢」「喜劇 お江戸みやげ」（2024年6月1日 - 23日、三越劇場） - 船木とき / しげ 役、常磐津 文字辰 役[21]
- 令和七年 正月公演「おちか奮闘記」（2025年1月2日 - 26日、三越劇場） - お政 役[22]

### ゲーム
- 『天外魔境III NAMIDA』（2005年、ハドソン、PlayStation 2） - 市村出雲 役

## 著作
- 市川春猿『女づくり』（徳間書店、2006年11月／徳間文庫、2010年8月）

## 受賞歴
- 1996年 歌舞伎座賞（「小さん金五郎」六ツ八役）
- 1997年 新橋演舞場賞（スーパー歌舞伎「オオクニヌシ」スセリヒメ役）
- 2005年 第67回国立劇場優秀賞（第67回歌舞伎鑑賞教室「歌舞伎のみかた」（解説）で市川笑三郎丈と）
- 2007年 第28回松尾芸能賞新人賞（「夜叉ヶ池」白雪姫・百合、「天守物語」亀姫、「當世流小栗判官」お駒、「雪之丞変化2006」お初、「菅原伝授手習鑑～車引」桜丸）
- 2008年 第69回国立劇場賞優秀賞（「江戸宵闇妖鉤爪」商家の娘お甲・女役者お蘭・明智の女房お文）